# Cucsida Hiszasi
Cucsida Hiszasi (Okajama, 1967. február 1. –) japán válogatott labdarúgó.

## Nemzeti válogatott
A japán válogatott tagjaként részt vett az 1988-as Ázsia-kupán.